# Discografie van Billy Craddock
De discografie voor country zanger Billy "Crash" Craddock bestaat uit negentien studioalbums, drie livealbums, vijftien compilatiealbums en vijfenzestig singles.

## Studioalbums

### Jaren 1960 – jaren 1970s
| Titel                                                          | Details                                                 | Hoogste posities |
| Titel                                                          | Details                                                 | US Country       |
| -------------------------------------------------------------- | ------------------------------------------------------- | ---------------- |
| I'm Tore Up                                                    | - Datum van publicatie: 1964 - Label: King Records      | —                |
| Knock Three Times                                              | - Datum van publicatie: 1971 - Label: Cartwheel Records | 18               |
| You Better Move On                                             | - Datum van publicatie: 1972 - Label: Cartwheel Records | 37               |
| Two Sides of "Crash"                                           | - Datum van publicatie: 1973 - Label: ABC Records       | 29               |
| Mr. Country Rock                                               | - Datum van publicatie: 1973 - Label: ABC Records       | 20               |
| Rub It In                                                      | - Datum van publicatie: 1974 - Label: ABC Records       | 6                |
| Still Thinkin' 'bout You                                       | - Datum van publicatie: 1975 - Label: ABC/Dot Records   | 11               |
| Easy as Pie                                                    | - Datum van publicatie: 1976 - Label: ABC/Dot Records   | 8                |
| Crash                                                          | - Datum van publicatie: 1976 - Label: ABC/Dot Records   | 8                |
| Singing Is Believing                                           | - Datum van publicatie: 1978 - Label: BCC Records       | —                |
| Billy "Crash" Craddock                                         | - Datum van publicatie: 1978 - Label: Capitol Records   | 14               |
| Turning Up and Turning On                                      | - Datum van publicatie: 1978 - Label: Capitol Records   | 20               |
| Laughing and Crying, Living and Dying                          | - Datum van publicatie: 1979 - Label: Capitol Records   | —                |
| "—" geeft publicaties aan die zich niet plaatsten in de charts |                                                         |                  |

### Jaren 1980 – jaren 2000
| Titel                                                          | Details                                                | Hoogste posities |
| Titel                                                          | Details                                                | US Country       |
| -------------------------------------------------------------- | ------------------------------------------------------ | ---------------- |
| Changes                                                        | - Datum van publicatie: 1980 - Label: Capitol Records  | 71               |
| Crash Craddock                                                 | - Datum van publicatie: 1981 - Label: Capitol Records  | —                |
| The New Will Never Wear Off of You                             | - Datum van publicatie: 1982 - Label: Capitol Records  | —                |
| Crash Craddock                                                 | - Datum van publicatie: 1986 - Label: MCA/Dot Records  | —                |
| Back on Track                                                  | - Datum van publicatie: 1989 - Label: Atlantic Records | —                |
| Christmas Favorites                                            | - Datum van publicatie: 2006 - Label: Cee Cee Records  | —                |
| "—" geeft publicaties aan die zich niet plaatsten in de charts |                                                        |                  |

## Livealbums
| Titel                                                          | Details                                               | Hoogste posities |
| Titel                                                          | Details                                               | US Country       |
| -------------------------------------------------------------- | ----------------------------------------------------- | ---------------- |
| Live!                                                          | - Datum van publicatie: 1977 - Label: ABC/Dot Records | 11               |
| Crash Craddock Live!                                           | - Datum van publicatie: 1985 - Label: Cee Cee Records | —                |
| Live -n- Kickin'                                               | - Datum van publicatie: 2009 - Label: Cee Cee Records | —                |
| "—" geeft publicaties aan die zich niet plaatsten in de charts |                                                       |                  |

## Compilatiealbums
| Titel                                                          | Details                                                       | Hoogste posities |
| Titel                                                          | Details                                                       | US Country       |
| -------------------------------------------------------------- | ------------------------------------------------------------- | ---------------- |
| The Best of Billy "Crash" Craddock                             | - Datum van publicatie: 1973 - Label: Chart Records           | 50               |
| Billy "Crash" Craddock                                         | - Datum van publicatie: 1973 - Label: Harmony Records         | —                |
| Greatest Hits Volume One                                       | - Datum van publicatie: 1974 - Label: ABC Records             | 21               |
| Billy "Crash" Craddock 16 Favorite Hits                        | - Datum van publicatie: 1977 - Label: Starday Records         | —                |
| The First Time                                                 | - Datum van publicatie: 1977 - Label: ABC/Dot Records         | 37               |
| Sings His Greatest Hits                                        | - Datum van publicatie: 1978 - Label: ABC/Dot Records         | 30               |
| The Best of Billy "Crash" Craddock                             | - Datum van publicatie: 1982 - Label: MCA Records             | —                |
| Greatest Hits                                                  | - Datum van publicatie: 1983 - Label: Capitol Records         | —                |
| Crash's Greatest Hits                                          | - Datum van publicatie: 1986 - Label: Colonial Records        | —                |
| Boom Boom Baby                                                 | - Datum van publicatie: 1992 - Label: Bear Family Records     | —                |
| Crash's Smashes                                                | - Datum van publicatie: 1996 - Label: Razor & Tie             | —                |
| The Best of Billy "Crash" Craddock                             | - Datum van publicatie: 2013 - Label: MCA Nashville           | —                |
| Mr. Country Rock: The Definitive Collection                    | - Datum van publicatie: 2016 - Label: Hump Head Country       | —                |
| 25 Best                                                        | - Datum van publicatie: March 21, 2018 - Label: A.IM Media    | —                |
| Boom Boom Billy - The Rock 'N' Roll Years                      | - Datum van publicatie: April 12, 2019 - Label: Jasmine Music | —                |
| "—" geeft publicaties aan die zich niet plaatsten in de charts |                                                               |                  |

## Singles

### Jaren 1950
| Jaar                                                           | Single               | Hoogste posities | Album |
| Jaar                                                           | Single               | US               | Album |
| -------------------------------------------------------------- | -------------------- | ---------------- | ----- |
| 1957                                                           | Smacky-Mouth         | —                |       |
| 1957                                                           | Birddoggin'          | —                |       |
| 1958                                                           | Ah, Poor Little Baby | —                |       |
| 1959                                                           | Am I to Be the One   | —                |       |
| 1959                                                           | Sweetie Pie          | —                |       |
| 1959                                                           | Don't Destroy Me     | 94               |       |
| "—" geeft publicaties aan die zich niet plaatsten in de charts |                      |                  |       |

### Jaren 1960
| Jaar                                                           | Single                                           | Hoogste posities | Album       |
| Jaar                                                           | Single                                           | AUS              | Album       |
| -------------------------------------------------------------- | ------------------------------------------------ | ---------------- | ----------- |
| 1960                                                           | Boom Boom Baby                                   | 1                |             |
| 1960                                                           | I Want That                                      | 7                |             |
| 1960                                                           | Well, Don't You Know                             | 8                |             |
| 1960                                                           | All I Want Is You                                | 91               |             |
| 1960                                                           | One Last Kiss                                    | 1                |             |
| 1960                                                           | Blabbermouth                                     | —                |             |
| 1961                                                           | Heavenly Love / Good Time Billy (dubbele A-kant) | 64               |             |
| 1961                                                           | Truly True                                       | 90               |             |
| 1962                                                           | A Diamond Is Forever                             | —                |             |
| 1964                                                           | Betty, Betty                                     | —                | I'm Tore Up |
| 1964                                                           | My Baby's Got Flat Feet                          | —                | I'm Tore Up |
| 1964                                                           | Teardrops on Your Letter                         | —                | I'm Tore Up |
| 1966                                                           | There Ought to Be a Law                          | —                |             |
| 1967                                                           | Whipping Boy                                     | —                |             |
| 1967                                                           | Go on Home Girl                                  | —                |             |
| 1968                                                           | Your Love Is What Is                             | —                |             |
| "—" geeft publicaties aan die zich niet plaatsten in de charts |                                                  |                  |             |

### Jaren 1970
| Jaar                                                           | Single                                              | Hoogste chartposities | Hoogste chartposities | Hoogste chartposities | Hoogste chartposities | Hoogste chartposities | Hoogste chartposities | Album                                 |
| Jaar                                                           | Single                                              | US Country            | US                    | CAN Country           | CAN                   | CAN AC                | AUS                   | Album                                 |
| -------------------------------------------------------------- | --------------------------------------------------- | --------------------- | --------------------- | --------------------- | --------------------- | --------------------- | --------------------- | ------------------------------------- |
| 1971                                                           | Knock Three Times                                   | 3                     | 113                   | 21                    | —                     | —                     | —                     | Knock Three Times                     |
| 1971                                                           | Dream Lover                                         | 5                     | —                     | —                     | —                     | —                     | —                     | You Better Move On                    |
| 1971                                                           | You Better Move On                                  | 10                    | —                     | —                     | —                     | —                     | —                     | You Better Move On                    |
| 1972                                                           | Your Love Is What Is                                | —                     | —                     | —                     | —                     | —                     | —                     |                                       |
| 1972                                                           | Nothin' Shakin' (But the Leaves on the Trees)       | 10                    | —                     | 1                     | —                     | —                     | —                     | Two Sides of "Crash"                  |
| 1972                                                           | I'm Gonna Knock on Your Door                        | 5                     | —                     | 1                     | —                     | —                     | —                     | Two Sides of "Crash"                  |
| 1972                                                           | Afraid I'll Want to Love Her One More Time          | 22                    | —                     | 19                    | —                     | —                     | —                     | Two Sides of "Crash"                  |
| 1973                                                           | Don't Be Angry                                      | 33                    | —                     | 22                    | —                     | —                     | —                     | Two Sides of "Crash"                  |
| 1973                                                           | Slippin' and Slidin'                                | 14                    | —                     | 13                    | —                     | —                     | —                     | Mr. Country Rock                      |
| 1973                                                           | Till the Water Stops Runnin                         | 8                     | —                     | 18                    | —                     | —                     | —                     | Mr. Country Rock                      |
| 1973                                                           | Sweet Magnolia Blossom                              | 3                     | —                     | 1                     | —                     | —                     | —                     | Mr. Country Rock                      |
| 1974                                                           | Rub It In                                           | 1                     | 16                    | 1                     | 18                    | —                     | 50                    | Rub It In                             |
| 1974                                                           | Ruby Baby                                           | 1                     | 33                    | 2                     | 78                    | 45                    | —                     | Rub It In                             |
| 1975                                                           | Still Thinkin' 'bout You                            | 4                     | —                     | 1                     | —                     | —                     | —                     | Still Thinkin' 'bout You              |
| 1975                                                           | I Love the Blues and the Boogie Woogie              | 10                    | —                     | 6                     | —                     | —                     | —                     | Still Thinkin' 'bout You              |
| 1975                                                           | Easy as Pie                                         | 2                     | 54                    | 1                     | 81                    | 50                    | —                     | Easy as Pie                           |
| 1976                                                           | Walk Softly                                         | 7                     | —                     | 4                     | —                     | —                     | —                     | Easy as Pie                           |
| 1976                                                           | You Rubbed It in All Wrong                          | 4                     | —                     | 4                     | —                     | —                     | —                     | Easy as Pie                           |
| 1976                                                           | Broken Down in Tiny Pieces                          | 1                     | —                     | 2                     | —                     | —                     | —                     | Crash                                 |
| 1977                                                           | Just a Little Thing                                 | 28                    | —                     | 21                    | —                     | —                     | —                     | Crash                                 |
| 1977                                                           | A Tear Fell                                         | 7                     | —                     | 4                     | —                     | —                     | —                     | Crash                                 |
| 1977                                                           | The First Time                                      | 10                    | —                     | 15                    | —                     | —                     | —                     | The First Time                        |
| 1978                                                           | I Cheated on a Good Woman's Love                    | 4                     | —                     | 4                     | —                     | —                     | —                     | Billy "Crash" Craddock                |
| 1978                                                           | Another Woman                                       | 92                    | —                     | —                     | —                     | —                     | —                     | Crash                                 |
| 1978                                                           | I Think I'll Go Somewhere (And Cry Myself to Sleep) | 50                    | —                     | —                     | —                     | —                     | —                     | Crash                                 |
| 1978                                                           | I've Been Too Long Lonely Baby                      | 28                    | —                     | 28                    | —                     | —                     | —                     | Billy "Crash" Craddock                |
| 1978                                                           | Don Juan                                            | 57                    | —                     | —                     | —                     | —                     | —                     | Crash                                 |
| 1978                                                           | Hubba Hubba                                         | 14                    | —                     | 14                    | —                     | —                     | —                     | Turning Up and Turning On             |
| 1978                                                           | If I Could Write a Song as Beautiful as You         | 4                     | —                     | 8                     | —                     | —                     | —                     | Turning Up and Turning On             |
| 1979                                                           | My Mama Never Heard Me Sing                         | 28                    | —                     | 24                    | —                     | —                     | —                     | Laughing and Crying, Living and Dying |
| 1979                                                           | Robinhood                                           | 16                    | —                     | 34                    | —                     | —                     | —                     | Laughing and Crying, Living and Dying |
| 1979                                                           | Till I Stop Shakin'                                 | 24                    | —                     | 44                    | —                     | —                     | —                     | Laughing and Crying, Living and Dying |
| "—" geeft publicaties aan die zich niet plaatsten in de charts |                                                     |                       |                       |                       |                       |                       |                       |                                       |

### Jaren 1980
| Jaar                                                           | Single                                        | Hoogste chart posities | Hoogste chart posities | Album                              |
| Jaar                                                           | Single                                        | US Country             | CAN Country            | Album                              |
| -------------------------------------------------------------- | --------------------------------------------- | ---------------------- | ---------------------- | ---------------------------------- |
| 1980                                                           | I Just Had You on My Mind                     | 22                     | —                      | Changes                            |
| 1980                                                           | Sea Cruise                                    | 50                     | —                      | Changes                            |
| 1980                                                           | A Real Cowboy (You Say You're)                | 20                     | 17                     | Crash Craddock                     |
| 1981                                                           | It Was You                                    | 37                     | —                      | Crash Craddock                     |
| 1981                                                           | I Just Need You for Tonight                   | 11                     | 20                     | The New Will Never Wear Off of You |
| 1981                                                           | Now That the Feelings Gone                    | 38                     | —                      | Changes                            |
| 1982                                                           | Love Busted                                   | 28                     | —                      | The New Will Never Wear Off of You |
| 1982                                                           | The New Will Never Wear Off of You            | 62                     | —                      | The New Will Never Wear Off of You |
| 1983                                                           | Tell Me When I'm Hot                          | 86                     | —                      |                                    |
| 1989                                                           | Just Another Miserable Day (Here in Paradise) | 68                     | —                      | Back on Track                      |
| 1989                                                           | To Love Somebody                              | —                      | 91                     | Back on Track                      |
| "—" geeft publicaties aan die zich niet plaatsten in de charts |                                               |                        |                        |                                    |

## Muziekvideos
| Jaar | Video                                         | Regisseur                |
| ---- | --------------------------------------------- | ------------------------ |
| 1960 | Boom Boom Baby                                |                          |
| 1989 | Just Another Miserable Day (Here in Paradise) | Jason Furrate/Doug Smoot |